# Rant in E-Minor
Rant in E-Minor és un àlbum de l'humorista Bill Hicks, publicat a títol pòstum l'any 1997 per Rykodisc. Va ser publicat juntament amb l'àlbum Arizona Bay el 25 de febrer del 1997, tres anys després de la seva mort. El material d'aquest àlbum té un to més obscur i enfadat que altres de les seves obres prèvies; es pot sentir a Hicks cridant a la seva audiència entre cada capítol, i de forma molt clara durant "You're Wrong Night".
El 15 d'abril de 2016, Comedy Dynamics va llançar una nova versió de l'àlbum en format doble CD i doble LP de vinil anomenada Rant in E-Minor: Variations . Si bé l'àlbum original es va extreure de diverses actuacions i incloïa interludis musicals interpretats per Hicks, la nova versió presenta una actuació completa i ininterrompuda gravada al Laff Stop d'Austin, Texas, el 24 d'octubre de 1993.

## Llista de cançons
- Primera part
  - Primer capítol
    - 1. "Fevered Egos" – 4:05
    - 2. "Easter" – 1:19
    - 3. "Gideons" – 1:05

  - Segon capítol
    - 4. "People Suck" – 0:21
    - 5. "Pro Life" – 4:13
    - 6. "People Who Hate People" – 0:32
    - 7. "Non-Smokers" – 2:39
    - 8. "Gifts of Forgiveness" – 5:09
    - 9. "Purple Vein Dick Joke" – 0:29

  - Tercer capítol
    - 10. "Confession Time (COPS)" – 4:25
    - 11. "Wax Dart" – 0:30
    - 12. "I'm Talking to the Women Here" – 1:10
- Segona part
  - Quart capítol
    - 13. "You're Wrong Night" – 5:37

  - Cinquè capítol
    - 14. "A New Flag (Patriotism)" – 1:13
    - 15. "Gays in the Military" – 2:24
    - 16. "I.R.S. Bust" – 1:09
    - 17. "Politics in America" – 0:39
    - 18. "Quiet Loner" – 0:57

  - Sisè capítol
    - 19. "Artistic Roll Call" – 4:33
    - 20. "Orange Drink" – 1:08
    - 21. "Save Willie" – 1:30

  - Setè capítol
    - 22. "Deficit (Jesse Helms)" – 2:47
    - 23. "Rush Limbaugh" – 2:21
- Tercera part
  - Vuitè capítol
    - 24. "Time to Evolve" – 3:16

  - Novè capítol
    - 25. "Waco (Koresh)" – 5:35
    - 26. "The Pope" – 1:02
    - 27. "Christianity" – 0:27
    - 28. "Seven Seals" – 0:28

  - Desè capítol
    - 29. "One of the Boys (Clinton)" – 1:03
    - 30. "Car Bomb Derby" – 0:26
    - 31. "The Elite" – 1:06

  - Onzè capítol
    - 32. "Love List (No Future)" – 2:56
    - 33. "Back to the Garden" – 1:20
    - 34. "Your Children Aren't Special" – 3:13
    - 35. "Wizards Have Landed" – 1:43
    - 36. "Lift Me Lord" – 0:53

## Equip
- Bill Hicks – Veu, guitarra
- Kevin Booth – Baix, teclat, percussió, productor